# Cissus aristolochioides
Cissus aristolochioides är en vinväxtart som beskrevs av Jules Émile Planchon. Cissus aristolochioides ingår i släktet Cissus och familjen vinväxter. Inga underarter finns listade i Catalogue of Life.